# Lubiana (incrociatore ausiliario)
Il Lubiana (già Ljubljana, già Salona) è stato un incrociatore ausiliario della Regia Marina, già piroscafo passeggeri jugoslavo ed in precedenza austroungarico. 

## Storia
Impostata nel 1903 come scafo numero 716 nei cantieri Swan & Hunter di Newcastle, la nave venne varata e completata nel 1904 con il nome di Salona, come piroscafo passeggeri, per la Società di Navigazione Ungaro-Croata (Magyar Horvát Tengeri Gőzhajózási RT), con sede a Fiume. La nave, un piccolo piroscafo da 936 tonnellate di stazza lorda, era propulsa da una macchina a vapore a quadruplice espansione che imprimeva la potenza di 1500 hp ad una singola elica, consentendo una velocità di 11 nodi. Nel corso della sua vita la piccola unità, eccetto che per i periodi di guerra, venne utilizzata per i collegamenti costieri nelle acque della Dalmazia e dell'Adriatico.
Nel 1918, sul finire della prima guerra mondiale, il Salona venne requisito dalla k.u.k. Kriegsmarine, armato ed utilizzato come trasporto. 
Dissolto l'Impero austro-ungarico, nel 1919 la compagnia proprietaria divenne Società per Azioni Croata di Navigazione Marittima (Hrvatsko Dioničko Pomorsko Parobrodarsko Društvo), sempre con sede a Fiume, ma la nave risultò temporaneamente battente bandiera italiana. Nel 1922 la società di navigazione divenne jugoslava, con il nome di Jadranska Plovidba Dioničko Parobrodarsko Društvo e sede a Sussak, e nel 1931 il piroscafo ebbe il proprio nome mutato in Ljubljana. La nave risultava all'epoca stazzare 985 tonnellate di stazza lorda e 608 tonnellate di stazza netta.
Nell'aprile 1941, in seguito all'invasione italo-tedesca della Jugoslavia, il Ljubljana, che all'inizio del mese si era recato nella baia di Cattaro a disposizione della Jugoslovenska kraljevska ratna mornarica, venne catturato dalle truppe dell'Asse; nel 1942 (per altre fonti nello stesso 1941) il piroscafo venne requisito dalla Regia Marina ed iscritto nel ruolo del Naviglio ausiliario dello Stato, con il proprio nome italianizzato in Lubiana. Armato con un cannone da 57/43 mm e due mitragliere da 13,2 mm (secondo alcune fonti anche con scaricabombe antisommergibile per bombe di profondità), il Lubiana venne impiegato come incrociatore ausiliario, con matricola D 27, adibito a compiti di scorta nelle acque dell'Adriatico. 
Alle 16.28 del 15 agosto 1943 il Lubiana, insieme ad altre navi da guerra, stava scortando da Valona a Bari un convoglio composto dai mercantili Cesco, Goggiam e Città di Spezia con truppe a bordo quando il convoglio venne attaccato dal sommergibile britannico Unruly, che silurò il Cesco, che fu portato ad incagliare in costa. Più avanti nella stessa giornata, alle 20.45, in posizione 41°09' N e 17°25' E (a 27 miglia per 33° – a sudest – di San Cataldo, vicino a Bari), il convoglio venne nuovamente attaccato, con il lancio di quattro siluri, dal sommergibile polacco Dzik: le armi mancarono di poco il Lubiana ed il piroscafo Città di Spezia e danneggiarono il Goggiam. La nave danneggiata poté essere rimorchiata verso Bari, venendo portata ad arenare nei pressi di San Cataldo. 
Fino all'armistizio del settembre 1943 il Lubiana effettuò un totale di 103 missioni di scorta nelle acque del Mare Adriatico. Dopo l'armistizio l'incrociatore ausiliario rimase in mano italiana; nel corso della cobelligeranza, nel 1945 (per altre fonti sul finire del 1943), la nave venne restituita alla Jugoslavia, riassumendo il nome di Ljubljana: si trattava dell'unico piroscafo postale della Jadranska Plovidba ad essere ancora a galla. Il piroscafo ebbe però breve vita dopo il ritorno ai propri armatori: il 14 maggio 1945, infatti, il Ljubljana urtò una mina ed affondò nella baia di Buccari, non lontano da Fiume. Altre fonti non parlano di affondamento della nave, ma di «total loss», dizione utilizzata per una nave non affondata ma danneggiata a tal punto da risultare ormai irreparabile.